# Паис Арена Иерусалим
Иерусалим арена (ивр. הארנה ירושלים‎, HaArena Yerushalayim), переименованная в честь Национальной лотереи Mifal HaPais как Паис Арена Иерусалим (ивр. הארנה ירושלים‎, HaPais Arena Yerushalayim), открытая в сентябре 2014 года, расположена в спортивном квартале Иерусалима, в юго-западном районе, рядом со стадионом Тедди. Арена вмещает 11 000 человек для баскетбольных игр и 15 654 для концертов.

## Характеристики
```

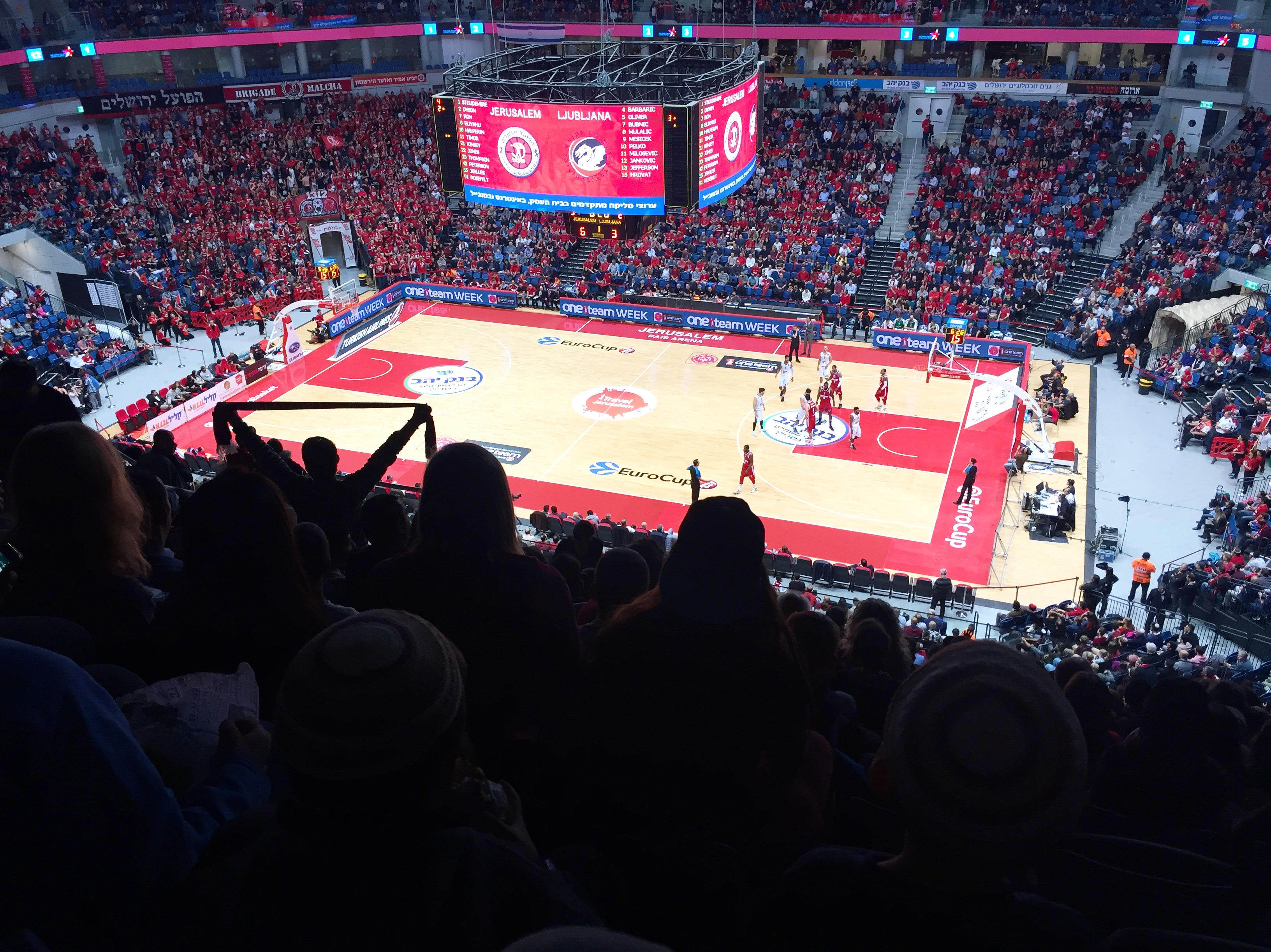
Арена во время игры в баскетбол, июнь 2015 года

Арена занимает 40 000 квадратных метров (430 000 кв. 
футов
), и по словам мэра Иерусалима 
Нира Барката
, Арена является самым большим помещением в Иерусалиме. На Арене можно проводить профессиональные спортивные состязания, концерты мирового уровня, международные конференции и культурные мероприятия. На Арене также есть медицинский спортивный центр, клубные комнаты, офисы и два дополнительных зала. Весь комплекс включает 47 370 квадратных метров (509 900 кв. 
футов
).
```

Арена является частью ряда спортивных сооружений в спортивном комплексе Иерусалима, которые включают крытый бассейн олимпийских размеров, теннисные корты и каток. Это также многоцелевой комплекс с гостиницами и резиденциями для спортсменов, вмещающий 240 номеров, который может предоставить помещения для выставок, культурных и деловых мероприятий. Также есть подземная парковка на 1700 автомобилей и торговый центр.

## История
В 2004 году мэр Иерусалима Эхуд Ольмерт объявил, что новая арена будет построена в течение года. В декабре 2005 года был заложен. В июле 2009 года мэрия объявила тендеры на строительство инфраструктуры арены.
Проект здания первоначально планировалось завершить в конце 2014 года, а первоначальная стоимость проекта оценивалась в 240 миллионов шекелей. Из них 187 миллионов шекелей должны были покрыть Mifal HaPayis, 20 миллионов шекелей из гранта Национального совета по ставкам на спорт Израиля и 33 миллиона шекелей из муниципалитета Иерусалима. Однако окончательная окончательная стоимость проекта составила более 400 миллионов шекелей.
После завершения арена стала новой домашней ареной клуба Израильской баскетбольной суперлиги Hapoel Jerusalem B.C., когда они переехали в неё с меньшей арены Malha, которая была их предыдущей домашней ареной. Арена была официально открыта 11 сентября 2014 года.
- В 2017 году на арене прошли соревнования хоккейного турнира Маккабиады.

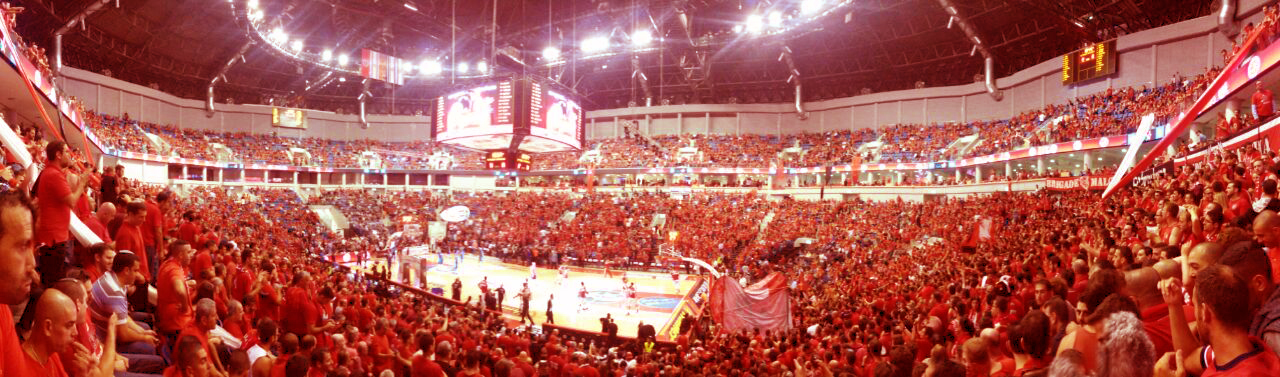
Jerusalem Payis Arena во время финала плей-офф в 2015 году

## Галерея

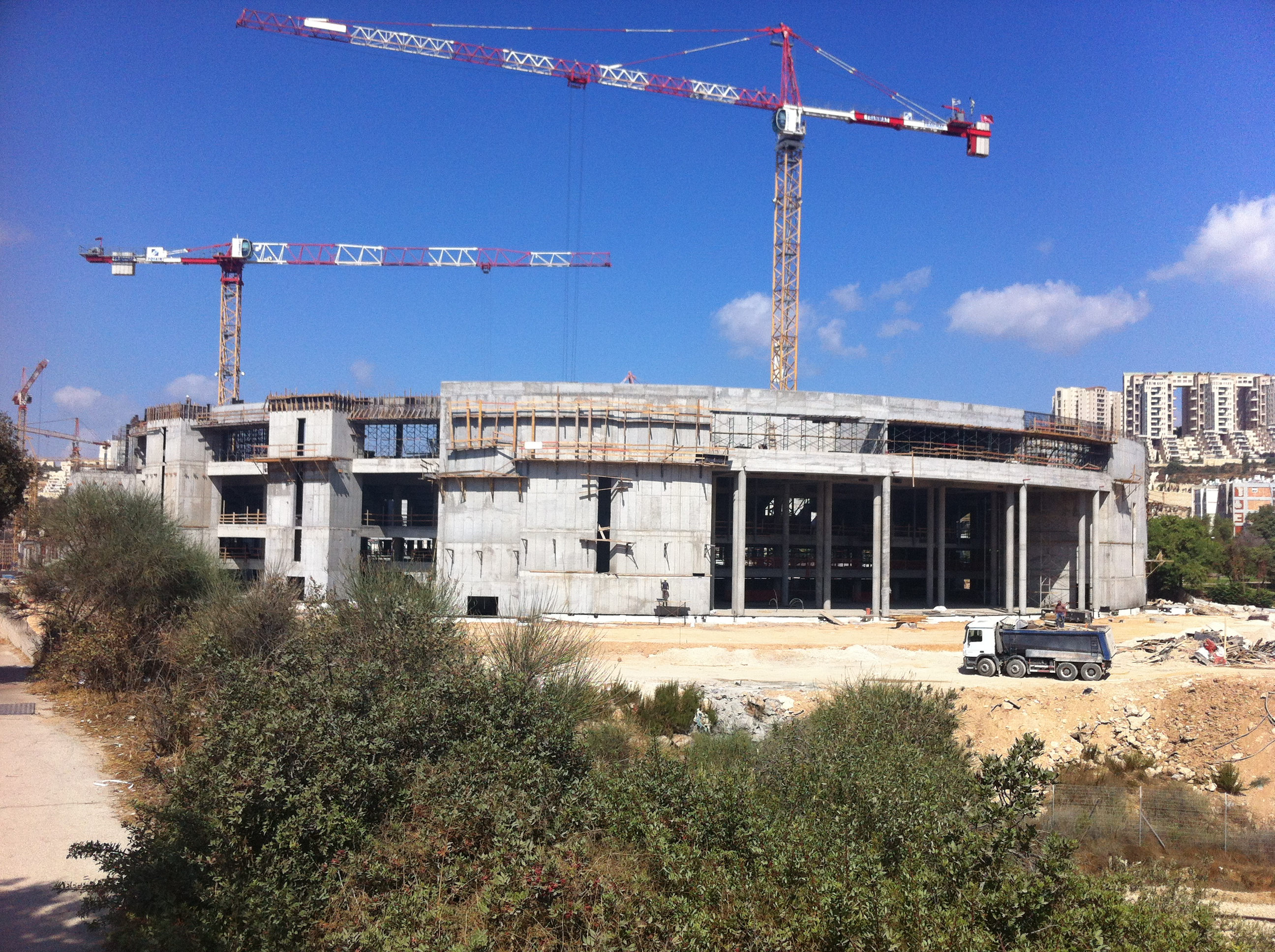
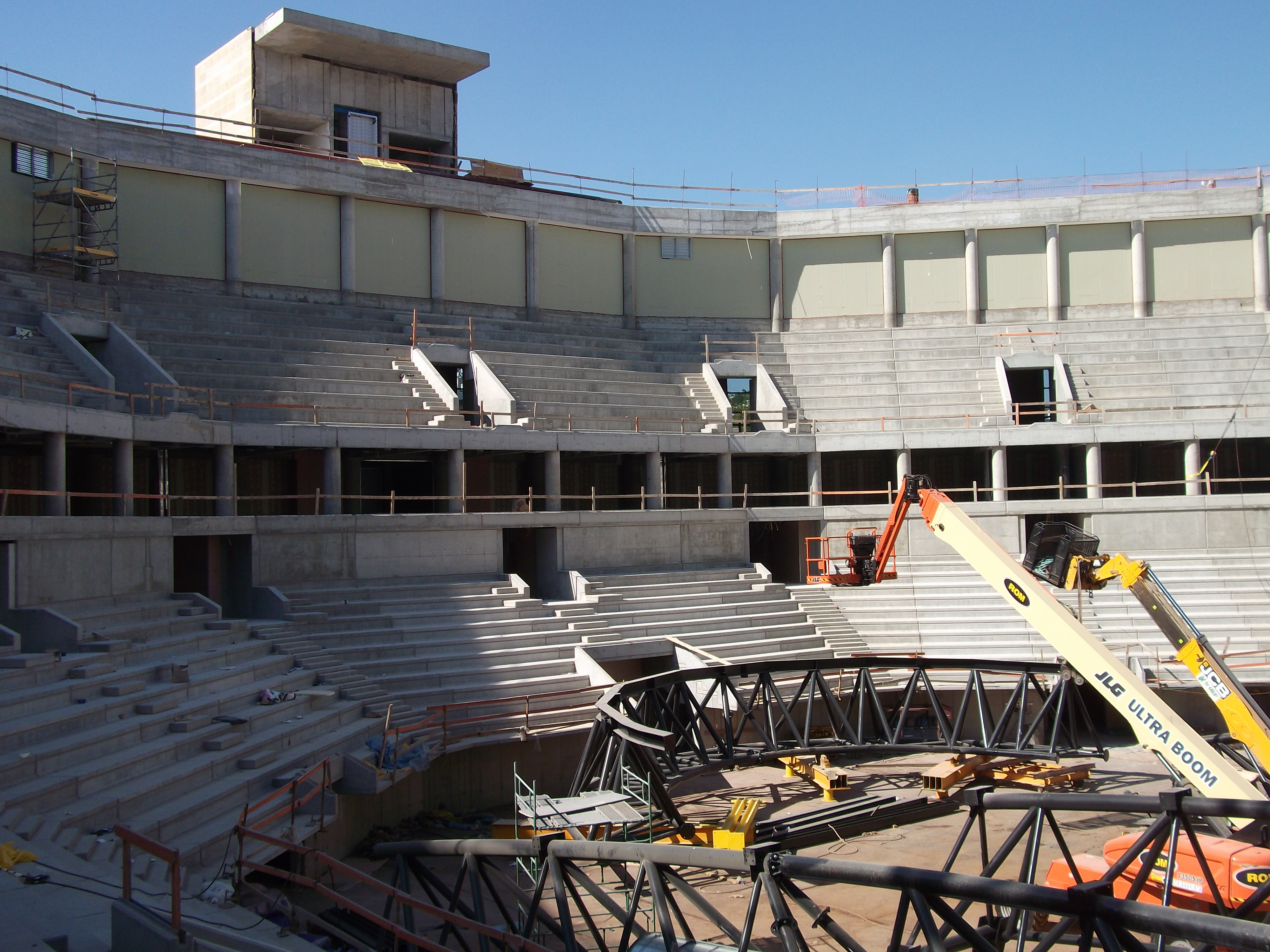
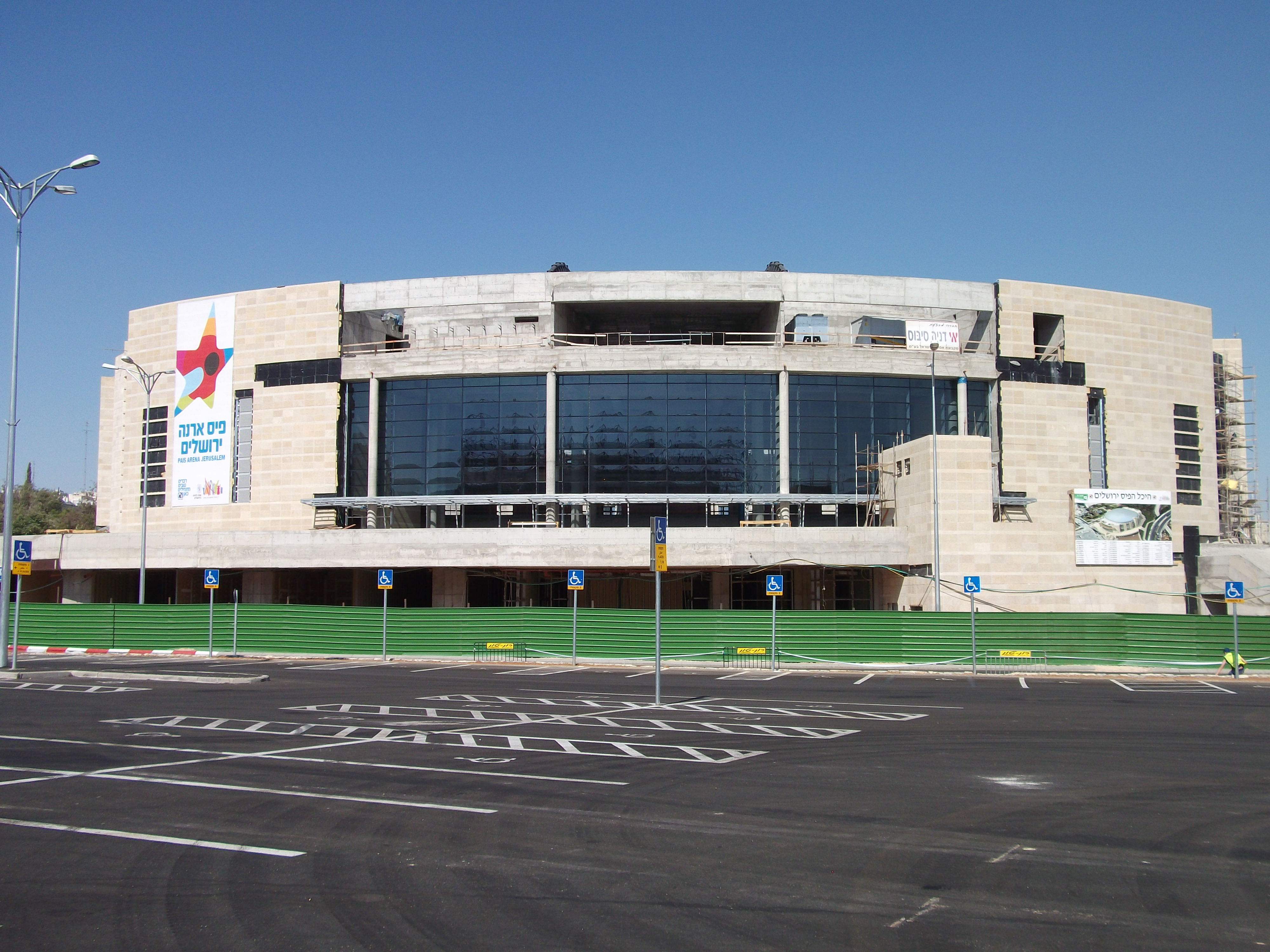
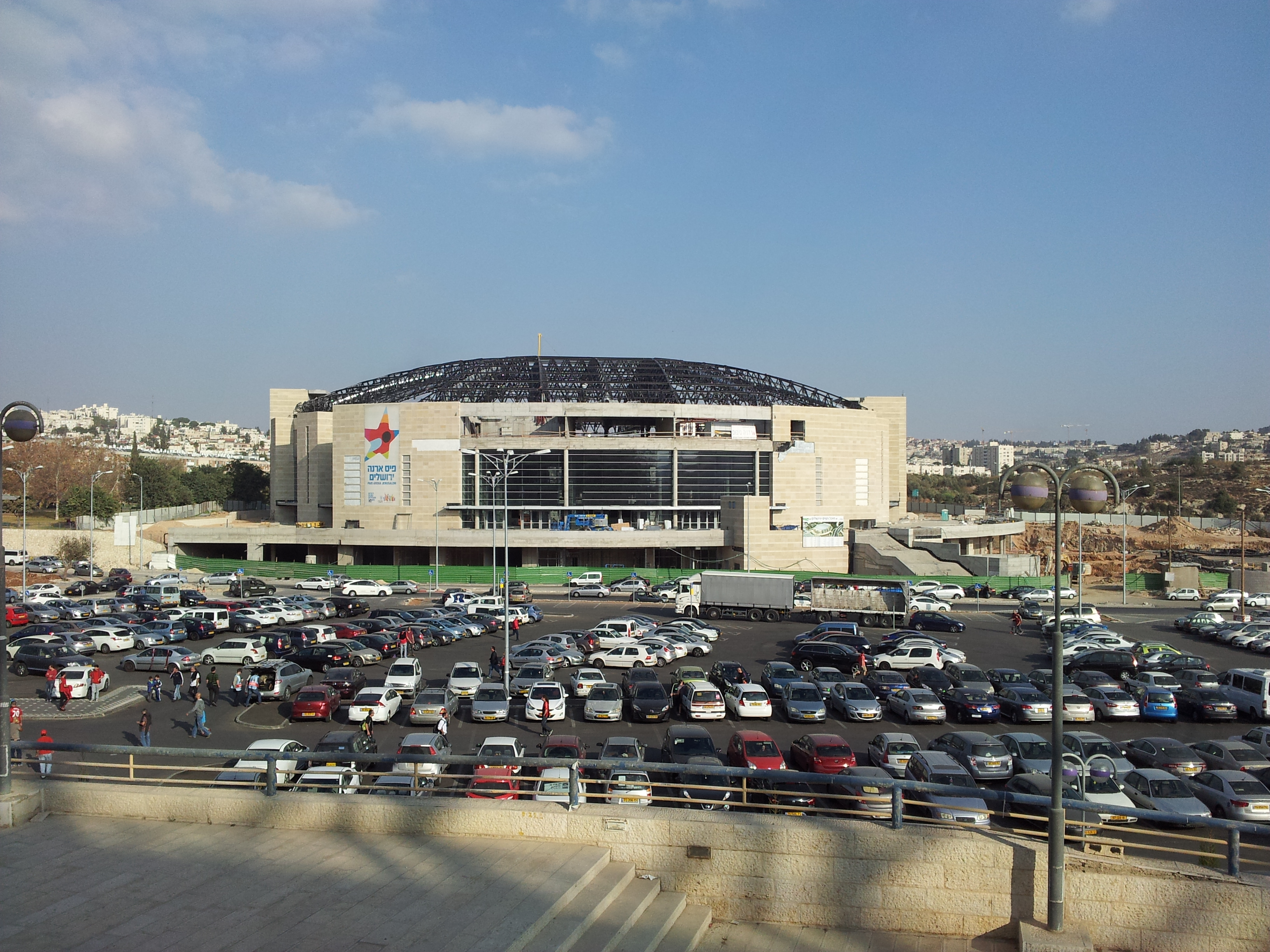
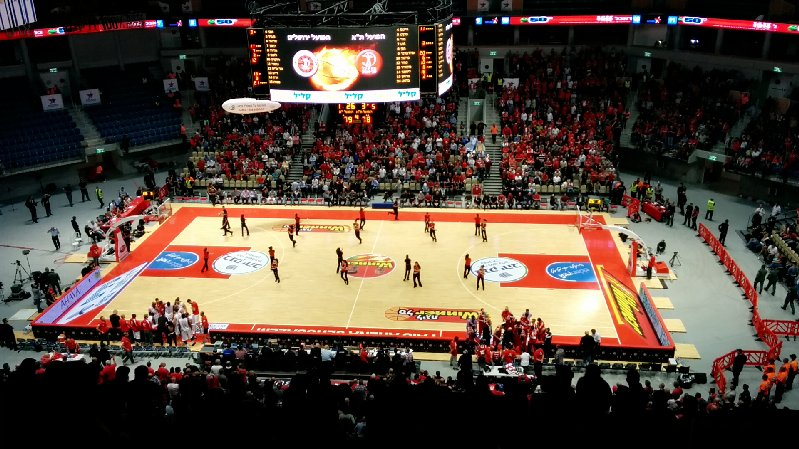